# Langona biangula
Langona biangula là một loài nhện trong họ Salticidae.
Loài này thuộc chi Langona. Langona biangula được Peng, Li & Yang miêu tả năm 2004.